# 贝希斯坦钢琴
贝希斯坦钢琴（C. Bechstein Pianofortefabrik AG）是一家德国钢琴制造商，由卡尔·贝希斯坦创立于1853年。

## 历史

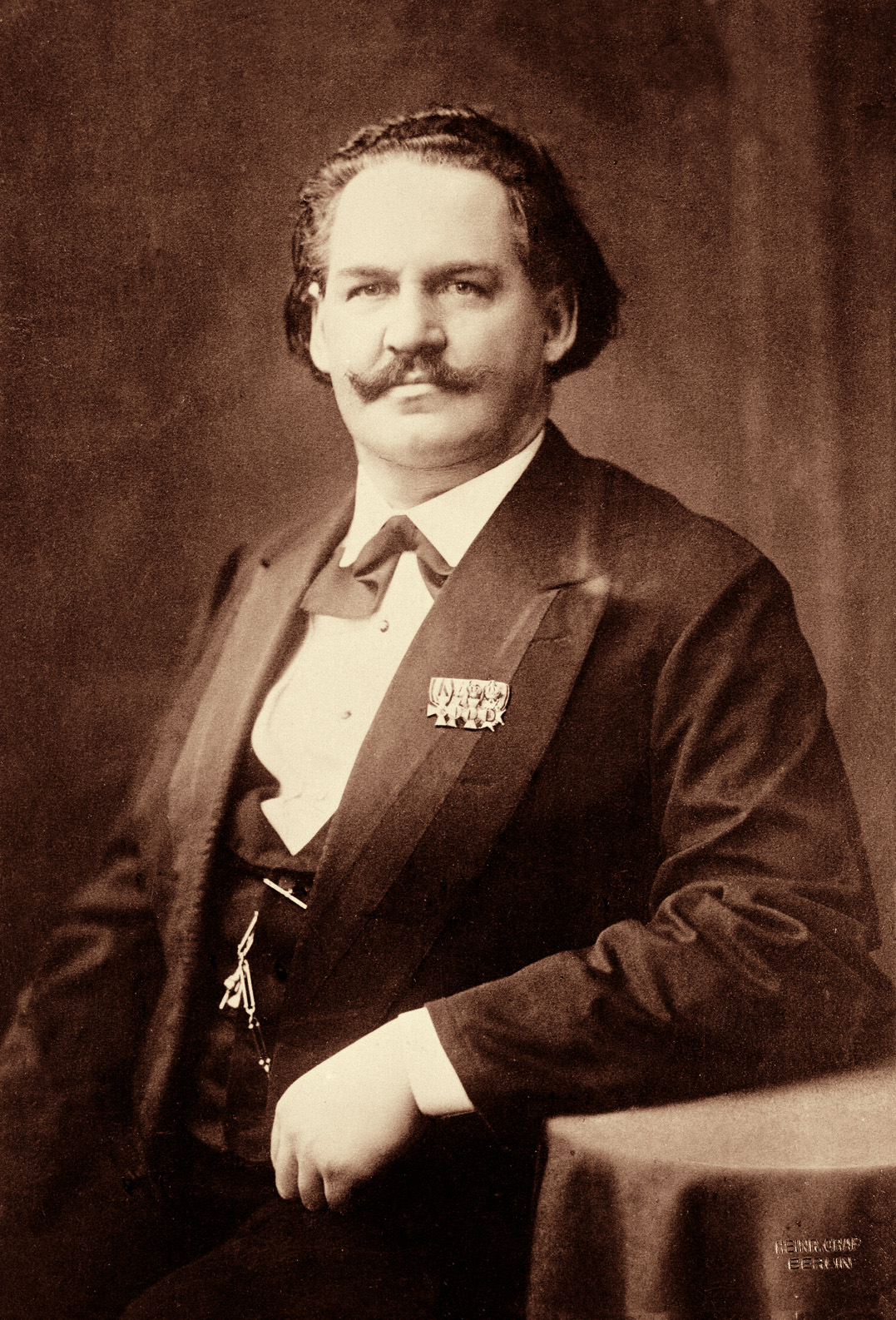
卡尔·贝希斯坦

### 公司创立前
卡尔·贝希斯坦在成为一个独立的钢琴制造商之前，在法国和英国担任钢琴工匠。他的第一架钢琴是为其他公司制作的。

### 贝希斯坦钢琴
贝希斯坦钢琴由卡尔·贝希斯坦于1853年在德国柏林创立。
卡尔·贝希斯坦制作的的钢琴能够满足当时钢琴名家弗朗茨·李斯特对乐器的要求。1857年，汉斯·冯·彪罗（李斯特的女婿）用贝希斯坦钢琴在柏林举行了首次公开演出，演奏为了李斯特的《B小调钢琴奏鸣曲》。
到1870年，在李斯特和汉斯的支持下，贝希斯坦钢琴已成为在许多音乐厅和私人豪宅的主要選擇之一。当时，三家钢琴制造商贝希斯坦、博兰斯勒（德語：Julius Blüthner Pianofortefabrik GmbH）、史坦威公司（英語：Steinway & sons）均在1853年成立，成为该行业全球领导者。
1881年，贝希斯坦为维多利亚女王提供钢琴。一架镀金的艺术外壳钢琴被送到白金汉宫，之后更多的钢琴运到温莎城堡和其他皇家领地。1886年，贝希斯坦获得女王的皇家认证。一些英国大使要求订购贝希斯坦钢琴。

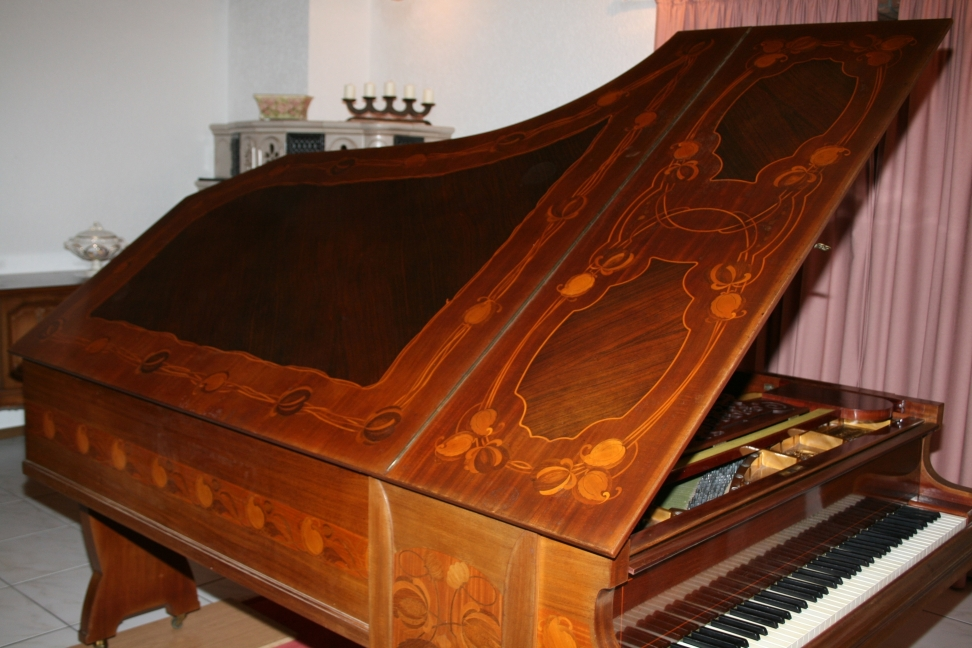
1902年生产的贝希斯坦钢琴

1885年，贝希斯坦钢琴在伦敦开了一家分店，后来成为該分店成爲欧洲最大的陈列室和经销商。1889年，他搬到威格莫爾街40號，接管了HJ Cave & Sons的財產。1890年，巴黎、维也纳、圣彼得堡的展厅也落成。1901年5月31日，耗资100,000英镑的贝希斯坦音乐厅在伦敦分公司附近落成。1901年到1914年之间，贝希斯坦钢琴是伦敦最大的钢琴经销商。当时，光顾贝希斯坦钢琴包括的俄罗斯沙皇，西班牙、比利时、荷兰、意大利、瑞典、挪威、奥地利和丹麦的王室，以及其他皇室和贵族。第二次世界大战之前生产的钢琴的音板上可以找到皇家客户的名单，这份名单是最初的贝希斯坦钢琴商标的一部分。从1870年代到1914年，贝希斯坦钢琴销量急速增长。1880年，在柏林建立了第二家貝希斯坦工厂，並於 1897 年在柏林-克羅伊茨貝格開設了第三家工廠。1900年产量达到3700架，1910年达到4600架，使之成为德国最大的高端钢琴制造商。1913年，其钢琴制造师和工人达到1200人，年产量达到5000架。當時，大約四分之三的產品銷往國際市場，尤其是英國和英聯邦以及俄羅斯。
另外創始人卡爾·貝希斯坦於1900年去世，貝希斯坦公司由其兒子們负责管理运作。

### 第一次世界大戰
贝希斯坦公司在第一次世界大戰期間在倫敦、巴黎和聖彼得堡遭受了巨大的財產損失。損失最大的是倫敦的分公司。該公司在1915年1月仍被列為持有皇家授權,，最初該公司在英國的地位並未過大的受到影響，但于反德情緒籠罩下，喬治五世國王及其妻子瑪麗王后於 1915年 4 月 13 日取消了對贝希斯坦公司的授權。先前，在查普爾公司（英語：Chappell & Co.）的董事總經理威廉·布西 ( William Boosey ) 的領導下，曾嘗試完全抵制德國音樂和樂器。1915 年，當時資助逍遙音樂會的男爵和樞密院顧問艾德嘉·史諾爵士也被迫離開這個英國。在1916 年《與敵貿易修正案》通過後，該公司的英國分支機構於1916年6月5日清盤，所有贝希斯坦公司的財產，包括音樂廳和擺滿鋼琴的陳列室，都以“敵人的財產”的名義沒收為並關閉。1916年，該大廳在拍賣會上作為外來財產以56,500英鎊的價格出售給了德本漢姆公司(英語：Debenhams) 。它更名為威格莫爾音樂廳（英語：Wigmore Hall），然後在1917年以新名稱重新開放。貝希斯坦陳列室中的所有137架貝希斯坦鋼琴也被沒收，成為大廳新主人----德本漢姆公司的財產。在與他的兄弟發生爭執後，埃德溫·貝希斯坦離開了公司並得到了回報。

### 兩戰之間
最終，貝希斯坦工廠在1920年代恢復了全面生產。當時，新材料和工具的技術創新和發明，以及鋼琴設計和構造的改進，使貝希斯坦再次成為領先的鋼琴製造商之一。
最成功的型號是更新的A-185和B-208三角鋼琴。立式鋼琴在戰後變得更加流行，贝希斯坦的立式鋼琴Model-8和Model-9獲得了成功，這兩種鋼琴都被認為是最好的立式鋼琴。
1923年公司成為股份制公司，允許埃德溫·貝希斯坦和他的妻子海倫，以股東身份重新購買公司的一部分股權。
在倫敦，公司製造並銷售了少量4尺8寸的小型三角鋼琴。它們在框架上鑄有“Bechstein London”的字樣，在落板上鑄有C.Bechstein。
1930年，該公司與諾貝爾獎獲得者瓦爾特·能斯特領導下的德國電氣產品製造商西門子合作，生產了第一批使用電磁拾音器的電鋼琴之一，即“Neo-Bechstein”或“Siemens-Bechstein”電三角鋼琴。
埃德溫·貝希斯坦和他的妻子海倫·貝希斯坦是納粹領導人阿道夫·希特勒的狂熱崇拜者，他們向希特勒贈送了許多禮物，包括希特勒的第一輛豪華轎車—一輛價值26,000德國馬克的紅色奔馳。海倫·貝希斯坦和她的朋友艾爾莎·布魯克曼將希特勒介紹給了在柏林和慕尼黑的德國文化精英。
1934年，埃德溫·貝希斯坦在德國貝希特斯加登薩爾茨堡不遠的地方，在名爲“貝希斯坦”的別墅中去世後,他的遺體被轉移到柏林。他在阿道夫·希特勒和NSDAP政治家參加的國葬後被安葬，其中包括威廉·弗里克和馬克斯·阿曼。

### 第二次世界大戰
1945年，盟軍的轟炸摧毀了柏林的貝希斯坦鋼琴工廠，以及該公司的珍貴木材倉庫，包括用於製作音板的珍貴阿爾卑斯雲杉。這場戰爭也讓公司損失了許多經驗豐富的工匠。戰後幾年，貝希斯坦無法恢復全面生產鋼琴，每年只生產幾架鋼琴。在贝希斯坦公司在去納粹化之後，它於1948年再次開始大規模生產鋼琴。贝希斯坦最終在1950年代和1960年代期間將鋼琴產量增加到每年大約一千架鋼琴。然而，戰後世界的經濟形勢的改變對鋼琴行業來說十分艱難。1961年，貝希斯坦鋼琴廠受到柏林牆修建的影響。贝希斯坦的控制權曾多次變更。1963年，贝希斯坦所有股份出售給鮑德溫鋼琴公司。在德國統一之前，該公司生產的鋼琴數量較少，但工藝質量仍然很高。
1953年，威廉·富特文格勒(德語：Wilhelm Furtwängler)和威廉·巴克豪斯(德語：Wilhelm Backhaus)領導的柏林愛樂樂團慶祝了貝希斯坦誕辰一百週年。許多藝人和音樂會鋼琴家，如李奧納德·伯恩斯坦(英語：Leonard Bernstein)、豪尔赫·博列特(英語：Jorge Bolet)和威廉·肯普夫(英語：Jorge Bolet)，都表示喜歡貝希斯坦所製造的鋼琴。蘇聯國家文化部亦和數家鋼琴製造公司簽訂合同，為蘇聯主要國家級管弦樂團和音樂廳提供三個品牌的鋼琴-博兰斯勒（德語：Julius Blüthner Pianofortefabrik GmbH）、史坦威公司（英語：Steinway & sons）和貝希斯坦。博蘭斯勒和貝希斯坦也是列寧格勒音樂學院和莫斯科音樂學院的主要練習鋼琴，而蘇聯其他音樂學校大多數是使用於蘇聯製造的鋼琴。迪努·李帕蒂（俄語：Dinu Lipatti）、舒拉·切爾卡斯基、塔季揚娜·尼古拉耶娃（俄語：Tatiana Nikolayeva）、弗拉基米爾·索夫羅尼茨基（俄語：Vladimir Sofronitsky）和斯維亞托斯拉夫·里赫特（俄語：and Sviatoslav Richter）等音樂會鋼琴家經常選擇貝希斯坦鋼琴進行錄音室錄音。

### 柏林圍牆倒塌後
1986年，德國企業家兼鋼琴大師卡爾·舒爾茨(Karl Schulze)收購了貝希斯坦，並延續了高端鋼琴製造的傳統。由於德國統一和柏林圍牆的拆除，原屬於貝希斯坦工廠的土地被用於建造新建築。1992年，贝希斯坦公司在薩克森州開設了一家新工廠，生產C. Bechstein和齊默爾曼（德語：Zimmermann）系列樂器。于德國Seifhennersdorf 製造的齊默爾曼系列樂器於 2011 年底停產。1996年，贝希斯坦上市。2003年，貝希斯坦與三益建立合作夥伴關係，以改善海外分銷。在2009年成功增資後，三益便不再持有任何股份。
到2006年，該公司在歐洲、北美和亞洲的主要城市開設了8個高檔陳列室，並增加了贝希斯坦經銷商的數量。近年來，在紐約、莫斯科、上海以及基輔、首爾、悉尼和荷蘭的合作夥伴中心開設了新的貝希斯坦中心。2007年，新的C. Bechstein Europe工廠在捷克的Hradec Králové開業。贝希斯坦已投資數百萬歐元建立一個新的生產基地，專門用於W.霍夫曼系列樂器。贝希斯坦製造的所有子品牌和樂器現在完全在歐洲製造。隨著公司的成功，贝希斯坦的音樂會大型三角鋼琴正在國際音樂廳的舞台和錄音棚中逐漸成爲熱門。
2006年，第一屆國際C. Bechstein鋼琴比賽在Vladimir Ashkenazy的讚助下舉行。全國C. Bechstein比賽定期促進年輕藝術家的音樂發展。
自2017年1月1日起，該集團由新管理層領導：Stefan Freymuth接任C. Bechstein Pianoforte AG的首席執行官，接替自1986年以來一直領導該集團的Karl Schulze，並將繼續為新任首席執行官提供一般建議代表。

## 當前的三角鋼琴型號

### C. Bechstein Concert 音樂廳大型平臺鋼琴
| Model           | Length         | Weight |
| --------------- | -------------- | ------ |
| D 282           | 282 cm (9'3")  | 521 kg |
| C 234           | 234 cm (7'8")  | 437 kg |
| B 212           | 212 cm (6'11") | 399 kg |
| A 192 (M/P 192) | 192 cm (6'4")  | 350 kg |
| L 167           | 167 cm (5'6")  | 317 kg |

### C. Bechstein Academy 學院
| Model         | Length        | Weight |
| ------------- | ------------- | ------ |
| A 228 (B 228) | 228 cm (7'6") | 417 kg |
| A 208 (B 208) | 208 cm (6'9") | 375 kg |
| A 190 (B 190) | 190 cm (6'3") | 348 kg |
| A 175         | 175 cm (5'9") | 334 kg |
| A 160 (B 160) | 160 cm (5'3") | 308 kg |

## 當前立式鋼琴型號

### C. Bechstein Concert 音樂廳鋼琴
| Model           | Height         | Weight |
| --------------- | -------------- | ------ |
| Concert 8       | 131 cm (51.6") | 255 kg |
| Elegance 124    | 124 cm (48.8") | 260 kg |
| Classic 124     | 124 cm (48.8") | 261 kg |
| Contur 118      | 118 cm (46.5") | 246 kg |
| Classic 118     | 118 cm (46.5") | 244 kg |
| Millenium 116 K | 116 cm (45.7") | 233 kg |

### C. Bechstein Academy 學院
| Model                   | Height         | Weight |
| ----------------------- | -------------- | ------ |
| A 124 (B124) Style      | 124 cm (48.8") | 251 kg |
| A 124 (B 124) Imposant  | 124 cm (48.8") | 251 kg |
| A 114 Compact           | 114 cm (44.8") | 235 kg |
| A 114 Modern Chrome Art | 114 cm (44.8") | 231 kg |
| A 114 Modern            | 114 cm (44.8") | 231 kg |

## 停產的鋼琴型號

### 1902 年之前的三角鋼琴型號
| Model | Length        |
| ----- | ------------- |
| I     | 275 cm (9')   |
| II    | 254 cm (8'4") |
| III   | 234 cm (7'8") |
| IV    | 218 cm (7'2") |
| V     | 200 cm (6'7") |
| VI    | 200 cm (6'7") |

### 1902 年以後的三角鋼琴型號
| Model | Length         |
| ----- | -------------- |
| E     | 275 cm (9')    |
| D     | 250 cm (8'2")  |
| C     | 225 cm (7'4")  |
| B     | 203 cm (6'8")  |
| A     | 182 cm (5'11") |

### 1920 年代推出的三角鋼琴型號
| Model | Length         |
| ----- | -------------- |
| M     | 178 cm (5'10") |
| L     | 168 cm (5'6")  |
| K     | 155 cm (5'1")  |
| S     | 140 cm (4'7")  |

### 直至1902立式鋼琴型號
| Model               | Height |
| ------------------- | ------ |
| I                   | 145 cm |
| II                  | 138 cm |
| III                 | 127 cm |
| IV                  | 122 cm |
| V (Straight strung) | 127 cm |

### 1902年以後的立式鋼琴型號
| Model                | Height |
| -------------------- | ------ |
| 6                    | 145 cm |
| 7                    | 138 cm |
| 8                    | 127 cm |
| 9                    | 122 cm |
| 10 (Straight strung) | 127 cm |

## 子品牌
除了C. Bechstein品牌，贝希斯坦還生產另外兩個品牌：面向中級市場的W.霍夫曼(德語：W. Hoffmann)和面向入門級市場的齊默爾曼(德語：Zimmermann)。

### W.霍夫曼(德語：
W.霍夫曼鋼琴專為中級鋼琴市場製造，由贝希斯坦設計，由位於捷克共和國赫拉德茨克拉洛韋(德語： 捷克語：)的贝希斯坦歐洲工廠製造。

### 齊默爾曼(德語：Zimmermann)
齊默爾曼鋼琴專為入門級鋼琴市場而設計，由C. Bechstein設計，並由位於中國寧波的海倫鋼琴公司工廠製造

## 獎項
1862年，C. Bechstein在倫敦國際展覽會上獲得金獎。
2007 年，C. Bechstein 憑藉 C. Bechstein 千禧年鋼琴模型獲得 iF 金獎。